# Paul Briggs
Paul Briggs (San Antonio, 17 dicembre 1974) è un animatore e doppiatore statunitense.

## Filmografia

### Animatore

#### Cinema
- Hercules, regia di Ron Clements e John Musker (1997)
- Mulan, regia di Tony Bancroft e Barry Cook (1998)
- Lilo & Stitch, regia di Chris Sanders e Dean DeBlois (2002)
- Koda, fratello orso, regia di Aaron Blaise e Robert Walker (2003)
- Bolt - Un eroe a quattro zampe, regia di Byron Howard e Chris Williams (2008)
- La principessa e il ranocchio, regia di Ron Clements e John Musker (2009)
- Rapunzel - L'intreccio della torre, regia di Nathan Greno e Byron Howard (2010)
- Winnie the Pooh - Nuove avventure nel Bosco dei 100 Acri, regia di Stephen J. Anderson e Don Hall (2011)
- Tutti in scena!, regia di Lauren MacMullan (2013)
- Frozen - Il regno di ghiaccio, regia di Chris Buck e Jennifer Lee (2013)
- Big Hero 6, regia di Don Hall e Chris Williams (2014)
- Zootropolis, regia di Byron Howard e Rich Moore (2016)

#### Televisione
- Duck Dodgers - serie TV (2003)
- Avatar - La leggenda di Aang - serie TV (2005)

### Doppiatore
- La principessa e il ranocchio, regia di Ron Clements e John Musker (2009)
- Tutti in scena!, regia di Lauren MacMullan (2013)
- Frozen - Il regno di ghiaccio, regia di Chris Buck e Jennifer Lee (2013)
- Big Hero 6, regia di Don Hall e Chris Williams (2014)
- Frozen Fever, regia di Chris Buck e Jennifer Lee (2015)
- Frozen II - Il segreto di Arendelle (Frozen II), regia di Chris Buck e Jennifer Lee (2019)

### Co-regista
- Raya e l'ultimo drago (Raya and the Last Dragon), regia di Don Hall, Carlos López Estrada e John Ripa (2021)